# CSI犯罪現場：拉斯維加斯
《CSI犯罪現場：拉斯維加斯》（英語：CSI: Vegas）是一部美國刑偵調查類型的電視劇，《CSI犯罪現場》的續集衍生作品，同時也是《CSI犯罪現場》系列的第五部電視劇。威廉·彼德森和喬雅·福克斯回歸出演吉爾·葛瑞森和莎拉·賽德爾，主要演員還包括寶拉·紐瑟姆、馬特·勞瑞亞、曼蒂普·迪倫和梅爾·羅里葛茲。保羅·蓋佛爾回歸出演吉姆·布拉斯，華萊士·朗翰回歸出演大衛·哈吉斯。影集於2021年10月6日在CBS首播，第一季共10集。2021年12月，CBS續訂第二季。

## 演員與角色

### 主要角色
- 寶拉·紐瑟姆（英语：Paula Newsome） 飾演 麥克辛·「麥克斯」·羅比（Maxine "Max" Roby）

拉斯維加斯犯罪實驗室的主管。
- 馬特·勞瑞亞 飾演 約書亞·「喬許」·佛索姆（Joshua "Josh"  Folsom）

三級犯罪現場調查員，案件主管。
- 曼蒂普·迪倫（英语：Mandeep Dhillon） 飾演 艾莉·拉詹（Allie Rajan）

二級犯罪現場調查員。
- 梅爾·羅里葛茲（英语：Mel Rodriguez） 飾演 雨果·拉米雷斯（Hugo Ramirez）

首席法醫。
- 喬雅·福克斯 飾演 莎拉·賽德爾（英语：Sara Sidle）
- 威廉·彼德森 飾演 吉爾·葛瑞森（英语：Gil Grissom）

### 常設角色
- 保羅·蓋佛爾 飾演 吉姆·布拉斯（英语：Jim Brass）
- 華萊士·朗翰（英语：Wallace Langham） 飾演 大衛·哈吉斯（英语：David Hodges (CSI)）
- 雀兒喜·克里斯普（英语：Chelsey Crisp） 飾演 艾瑪·哈吉斯（Emma Hodges）

大衛的妻子。
- 傑米·麥沙尼（英语：Jamie McShane） 飾演 安森·威克斯（Anson Wix）

律師。
- 傑·李（Jay Lee） 飾演 克里斯托弗·「克里斯」·帕克（Christopher "Chris" Park）

犯罪現場調查員。
- 莎拉·吉爾曼（英语：Sarah Gilman） 飾演 佩妮·吉爾（Penny Gill）

犯罪現場調查員。
- 肖恩·詹姆斯（Sean James） 飾演 威爾·卡森（Will Carson）

兇殺組警探。
- 凱特·福斯特（英语：Kat Foster） 飾演 諾拉·克羅斯（Nora Cross）

內務部警探。

## 製作

### 開發
2015年，《CSI犯罪現場》的最終集電視特輯〈不朽〉播出之後，開創者安東尼·E·柴克揭示影集中主要角色的未來發展方向：「吉爾·葛瑞森和莎拉·賽德爾繼續海上旅行，投身環保事業，兩人應該會有孩子。凱薩琳·韋羅斯繼續擔當拉斯維加斯犯罪實驗室的上級主管。吉姆·布拉斯選擇退休。D·B·羅素可能會轉至華盛頓特區的私企工作。我認為這些角色以後仍然出現於犯罪現場。」2016年，CBS電視網取消製作當時的《CSI犯罪現場》最後一部衍生影集《CSI犯罪現場：網路犯罪》之後，CBS娛樂總裁格倫·蓋勒（Glenn Geller）稱該系列仍有可能以另一種形式回歸。2020年2月10日，CBS宣布開發《CSI犯罪現場》的續集衍生限定影集，傑森·翠西、傑瑞·布洛克海默和喬納森·利特曼擔當執行製片人。2020年8月10月，該項目仍處於開發階段，影集標題確定為《CSI犯罪現場：拉斯維加斯》（CSI: Vegas），執行製片人還包括《CSI犯罪現場》的主演威廉·彼德森以及克里斯蒂安妮·里德（KristieAnne Reed）、安東尼·E·柴克、克雷格·S·奧尼爾（Craig O'Neill）和辛西婭·施瓦塔爾（Cynthia Chvatal）。2021年2月，報道稱CBS有意預訂該影集，可能會播出多季。2021年3月31日，CBS正式宣佈預訂影集《CSI犯罪現場：拉斯維加斯》，烏塔·布里斯魏茲執導試播集。
2021年12月15日，CBS續訂第二季，威廉·彼德森不再回歸參演第二季，仍然擔當執行製片人。

### 選角
2020年2月10日，《CSI犯罪現場》的主演威廉·彼德森和喬雅·福克斯與CBS進入商談階段，有望回歸出演各自的角色吉爾·葛瑞森和莎拉·賽德爾。8月10日，威廉·彼德森和喬雅·福克斯仍然尚未確定是否回歸，影集另有五名新加入的主要角色。2021年2月12日，寶拉·紐瑟姆、馬特·勞瑞亞和梅爾·羅里葛茲確定參演影集，馬特·勞瑞亞和梅爾·羅里葛茲此前曾客串出演CSI犯罪現場系列中的不同角色。3月31日，曼蒂普·迪倫確定參演影集。同日，華萊士·朗翰確定回歸出演大衛·哈吉斯，威廉·彼德森和喬雅·福克斯正式確定參演影集。5月3日，傑米·麥沙尼確定出演常設角色，保羅·蓋佛爾回歸客串出演吉姆·布拉斯。2021年9月，柴克透露《CSI犯罪現場》的其他角色可能回歸出現於影集之中。

### 拍攝
2020年8月10日，因應2019冠狀病毒病疫情，影集推遲製作。2021年1月8日，影集定於2021年早期開機拍攝。影集於2021年5月4日在洛杉磯正式開機拍攝，計劃於11月4日殺青。2021年8月22日，主演威廉·彼德森在拍攝片場出現身體不適，被送至醫院治療。

## 集數
| 集數 | 標題 | 譯名             | 導演            | 編劇                         | 首播日期       | 美國收視人數 （百萬） |
| --- | ---- | ---------------- | --------------- | ---------------------------- | -------------- | --------------------- |
| 1 |      | 遺產             | 烏塔·布里斯魏茲 | 傑森·翠西                    | 2021年10月6日  | 4.123                 |
| 退休警長吉姆·布拉斯射殺一名闖入家中的劫匪，拉斯維加斯犯罪實驗室主管麥克辛·「麥克斯」·羅比與二級調查員艾莉·拉詹來到案發現場進行犯罪偵查。與此同時，約書亞·「喬許」·佛索姆與克里斯托弗·「克里斯」·帕克調查一宗發生在當鋪的謀殺縱火案件。佛索姆通過還原犯罪現場的方式推斷出凶器為十字弓，根據現場罪犯留下的足跡確定兇手為死者的妹妹。布拉斯從劫匪身上攜帶的連號鈔票推斷幕後指使人可能是多年未落網的連環殺手拉奇（Lucky），他請回老友莎拉·賽德爾幫助調查案件。麥克斯在實驗室收到一顆腐爛多年的女孩人頭，並附有留言「吉姆·布拉斯只是開始」。人頭屬於多年前被綁架的一名失蹤女孩。實驗室檢測人頭上的附著物，鎖定一處居所，莎拉和克里斯在其中發現女孩遺體的其餘殘骸。實驗室根據遺體體內的彈頭得知兇手是早已死亡的一名罪犯，他就是拉奇。拉奇在死前將錢財遺留給一名專門獵殺警察的反社會人員，一切均是他在幕後操縱。莎拉在街上遭遇綁架女警的罪犯。實驗室通過罪犯的車牌將他抓捕歸案，繼而從相關罪證中找到一間儲藏倉庫。倉庫的租用者為大衛·哈吉斯。諸多鐵證表明哈吉斯在此偽造證據，哈吉斯經手的上千宗案件將會被質疑。莎拉堅信哈吉斯遭人陷害。面臨棘手局面，實驗室曾經的主管吉爾·葛瑞森回到拉斯維加斯追查真相。 |      |                  |                 |                              |                |                       |
| 2 |      | 拉斯維加斯度蜜月 | 奈森·霍普       | 傑森·翠西                    | 2021年10月13日 | 3.909                 |
| 一對情侶在大婚之日被人槍擊致死，佛索姆和艾莉跟蹤證據來到一家秘密性愛俱樂部。他們在密室中發現隱藏的攝像頭，有人藉此敲詐顧客。佛索姆和艾莉在俱樂部老闆哈桑家中找到與案件關聯的證據，警方問詢哈桑時，麥克斯發覺他患有輕微中風。實驗室通過屍檢證實真兇是俱樂部經營者克莉絲蒂。受害者生前發覺哈桑的身體已經出現健康問題，他們不願再支付高昂會費，而且將此消息告知俱樂部的其他顧客。克莉絲蒂為了能夠繼續勒索顧客，偽裝成哈桑擊殺這對情侶。與此同時，哈吉斯因包括偽造證據在內的多項罪名被捕入獄。在凱薩琳·韋羅斯的幫助下，哈吉斯被保釋出獄。哈吉斯和妻子艾瑪團聚，他向葛瑞森和莎拉堅稱自己被人誣陷，並懷疑有人在自己搬家時潛入車庫偷竊物品，進而偽造證據。葛瑞森和莎拉搜查車庫之後，沒有發現被竊痕跡。從哈吉斯的家中出來，葛瑞森發現有人在三週之前殺死了哈吉斯鄰居家的狗。為了從狗的屍體上找到確定罪犯的證據，葛瑞森申請使用實驗室設備。麥克斯顧慮到上級指令，原則上不允許哈吉斯曾經的同事和主管插手調查他的案件，她以調查動物虐殺案件為由，聘請葛瑞森為專家顧問協助查案。 |      |                  |                 |                              |                |                       |
| 3 |      | 肌膚之下         | 奈森·霍普       | 克雷格·S·奧尼爾              | 2021年10月20日 | 3.544                 |
| 電子遊戲設計師珊德拉·金被人當街使用利器殺死。根據附近自動提款機攝像頭錄下的影片以及現場路人的指認，實驗室逮捕犯罪嫌疑人班·米勒。米勒聲稱自己無罪，而且從他的手臂上也沒有發現死者生前留下的抓痕。佛索姆分析攝像頭的影片，發現嫌疑人使用3D打印技術仿照米勒的臉部製造出面具。麥克斯通過步態分析找出真正的犯罪嫌疑人朗·基恩。為了尋找抓捕基恩的證據，麥克斯從他的衣服上找到一根蜜蜂刺，葛瑞森確認這種蜜蜂的種類為條蜂族。實驗室根據蜜蜂的地理分佈找到基恩企圖銷毀的面具，成功將他逮捕歸案。與此同時，葛瑞森和莎拉沒有從狗的屍體上提取完整的DNA，僅確定罪犯為拉丁裔中年男子。兩人返回哈吉斯家中調查，從另一間儲藏室中發現盜竊者的蹤跡。內務部警探諾拉·克羅斯負責處理哈吉斯的案件，為了避免裙帶關係，她決定將案件轉至內華達州內距離拉斯維加斯最遠的瓦肖縣辦理。 |      |                  |                 |                              |                |                       |
| 4 |      | 人肉             | 妮可·魯比奧     | 薩菲亞·M·迪里                | 2021年10月27日 | 3.342                 |
| 一家夏威夷主題酒店的工作人員在聚會的盧奧烤豬坑中發現一具被烤熟的屍體。法醫雨果通過屍體體內的醫用植入物查出受害者是傑里米·傑克遜。艾莉在調查現場時遇到酒店的一名工作人員，他聲稱死者傑里米生前曾強姦自己的女友瑞秋。瑞秋當時缺少證據，報警無果，隨後因吸毒過量於兩週前過世。艾莉再次檢查屍體，從胸腔中發現凶器的殘存物，一枚斷掉了鯊魚牙齒。實驗室檢查了酒店裡可能作為凶器的所有物品，沒有得到結果。艾莉想起瑞秋的姐姐是辛西婭從事夏威夷藝術品工作，從她的家中搜查出凶器。辛西婭被捕入獄，並堅稱是自己一人所為。艾莉通過DNA比對發現強姦瑞秋的人並非是死者傑里米，而是傑里米的父親史考特。因瑞秋生前放棄指控，警方未能逮捕史考特。麥克斯的兒子布萊恩在夜店因阻止他人鬥毆而被警察逮捕，麥克斯將布萊恩保釋。與此同時，克羅斯將哈吉斯涉及的案件卷宗交給葛瑞森，葛瑞森同意在相關案件中出庭作證。查閱卷宗之後，葛瑞森找到幕後黑手的嫌疑人。 |      |                  |                 |                              |                |                       |
| 5 |      | 順其自然         | 肯尼斯·芬克     | 葛拉罕·蒂爾                  | 2021年11月3日  | 3.222                 |
| 一架從墨西哥出發的貨機在降落時與拉斯維加斯的地面塔台失去聯繫。飛機安全著陸之後，工作人員發現機上的工作人員全部死亡，其中還包括一名搭乘順風機的非當值人員艾利斯·特魯特。拉斯維加斯犯罪實驗室來到機上展開現場調查。麥克斯與負責案件的聯邦調查局的巴倫探員重逢。實驗室探查得知飛機上丟失了一箱價值不菲的籌碼，並且發現艾利斯的行李箱中空無一物。他們推測艾利斯與別人聯手策劃這場殺人越貨案件。佛索姆在艾利斯家中發現負責照顧他兒子的保姆勞拉手上有凍傷痕跡。調查人員在機上找到電擊槍發射出的紙屑，將勞拉定罪。與此同時，葛瑞森和莎拉懷疑操控哈吉斯案件的幕後黑手是馬丁·克萊恩。克萊恩曾是一名法醫，現在擔當專家證人。兩人在拉斯維加斯郊外的屍體農場找到克萊恩偷竊他人遺骨的證據。麥克斯幫助葛瑞森和莎拉拿到搜查令。但是在兩人到達之前，克萊恩家被大火燒毀，其中還有一具屍體。葛瑞森在現場發現嫌犯遺留下的痕跡。 |      |                  |                 |                              |                |                       |
| 6 |      | 歡樂屋           | 班尼·布姆       | 珊曼莎·漢弗萊                | 2021年11月10日 | 3.241                 |
| 葛瑞森在犯罪現場檢測到魯米諾試劑的痕跡，通過成分檢測發現試劑出自拉斯維加斯犯罪實驗室。麥克斯立即將實驗室封鎖，所有人員不得進出。佛索姆和艾莉來到一家破舊的歡樂屋旅館處理案件。入住在此的一對情侶先後被人割喉殺害，屍體均被佈置成小丑模樣。兩人利用指紋分析，追查到命案與尚在獄中的連環殺手耶利米·達爾特有關。達爾特以旅館老闆的家人威脅他按照指示實施犯罪。警方逮捕了看守達爾特的警衛，警衛也遭受達爾特的威脅，暗中幫助他傳遞消息。達爾特還向佛索姆和艾莉暗示自己與哈吉斯的案件有關。與此同時，葛瑞森和莎拉證實魯米諾試劑屬於克里斯·帕克。克里斯辯稱上月在犯罪現場丟失一瓶試劑，葛瑞森和莎拉在案發的車中發現試劑的偷竊者為從業多年的律師安森·威克斯。他們將案情進度匯報給麥克斯和克羅斯，眾人認為威克斯企圖獲得大筆冤獄賠償律師費而陷害哈吉斯。 |      |                  |                 |                              |                |                       |
| 7 |      | 渾身浴血         | 克里斯汀·摩爾   | 瑪麗莎·譚                    | 2021年11月17日 | 3.882                 |
| 一批渾身浴血的馬出現於拉斯維加斯的酒店門外。佛索姆和艾莉循跡在沙漠之中找到馬的主人，已經被謀殺的艾莫瑞·霍利斯。艾莫瑞生前經營一家收容所，收留不少被定罪的青少年殺人犯。佛索姆和艾莉通過血跡分析，得知真兇為艾莫瑞的兒子柯瑞。柯瑞因私自為馬取精從事非法繁衍交易被父親發現，柯瑞因此槍殺了艾莫瑞。與此同時，葛瑞森和莎拉從犯罪現場的物品中找到與安森·威克斯直接關聯的線索，他們發現安森的姐姐安娜使用的一小段毛線。葛瑞森獨自前去拜訪安娜。安娜向葛瑞森坦承自己幫助安森策劃這場針對大衛·哈吉斯的陰謀，並且自信地聲稱葛瑞森找不到證據為哈吉斯翻案。麥克斯因涉嫌插手哈吉斯的案件被上司停職調查。 |      |                  |                 |                              |                |                       |
| 8 |      | 待公佈           | 班尼·布姆       | 薩菲亞·M·迪里＆珊曼莎·漢弗萊 | 2021年11月24日 | 4.196                 |
| 9 |      | 待公佈           | 克里斯汀·摩爾   | 克雷格·S·奧尼爾＆傑森·翠西   | 2021年12月1日  | 3.954                 |
| 10 |      | 待公佈           | 肯尼斯·芬克     | 傑森·翠西＆克雷格·S·奧尼爾   | 2021年12月8日  | 3.546                 |

## 發行
影集原定於2020年秋季檔播出，以紀念《CSI犯罪現場》開播20週年，因應2019冠狀病毒病疫情而推遲製作。2021年1月8日，CBS宣布影集將於2021－2022年度秋季檔播出。2021年5月19日，CBS宣布影集定於每週三22:00播出。2021年7月12日，CBS宣布影集於2021年10月6日首播，第一季共10集。

## 迴響

### 評價
《CSI犯罪現場：拉斯維加斯》收到多數影評人的好評。根据評論匯總网站爛番茄汇总的10篇评论文章，80%的评论家给予该作正面评价，平均打分为6.50分（满分10分）。《CSI犯罪現場：拉斯維加斯》在Metacritic網站上得到「普遍讚譽」，獲得了64/100分（8位影評人）。

### 收視
| 序 | 標題             | 播出日期       | 收視率 （18–49歲） | 收視率變化 （%） | 收視人数 （百萬） | 收視人数變化 （%） | DVR收視率 （18–49歲） | DVR收視人数 （百萬） | 總收視率 （18–49歲） | 總收視人数 （百萬） |
| -- | ---------------- | -------------- | ------------------ | ---------------- | ----------------- | ------------------ | --------------------- | -------------------- | -------------------- | ------------------- |
| 1  | 遺產             | 2021年10月6日  | 0.46               | 不適用           | 4.123             | 不適用             | 待定                  | 待定                 | 待定                 | 待定                |
| 2  | 拉斯維加斯度蜜月 | 2021年10月13日 | 0.42               | −8.7▼            | 3.909             | −5.19▼             | 待定                  | 待定                 | 待定                 | 待定                |
| 3  | 肌膚之下         | 2021年10月20日 | 0.35               | −16.67▼          | 3.544             | −9.34▼             | 待定                  | 待定                 | 待定                 | 待定                |
| 4  | 人肉             | 2021年10月27日 | 0.35               | ━                | 3.342             | −5.7▼              | 待定                  | 待定                 | 待定                 | 待定                |
| 5  | 順其自然         | 2021年11月3日  | 0.33               | −5.71▼           | 3.222             | −3.59▼             | 待定                  | 待定                 | 待定                 | 待定                |
| 6  | 歡樂屋           | 2021年11月10日 | 0.36               | +9.09▲           | 3.241             | +0.59▲             | 待定                  | 待定                 | 待定                 | 待定                |
| 7  | 渾身浴血         | 2021年11月17日 | 0.43               | +19.44▲          | 3.882             | +19.78▲            | 待定                  | 待定                 | 待定                 | 待定                |

## 資料來源
1. ↑  Andreeva, Nellie. . Deadline Hollywood. 2015-09-27  [2020-10-30]. （原始内容存档于2021-05-05） （美国英语）.
2. ↑  Andreeva, Nellie. . Deadline Hollywood. 2016-05-18  [2020-10-30]. （原始内容存档于2018-08-02） （美国英语）.
3. 1 2 3  Andreeva, Nellie. . Deadline Hollywood. 2020-02-10  [2020-10-30]. （原始内容存档于2021-04-30） （美国英语）.
4. 1 2  Andreeva, Nellie. . Deadline Hollywood. 2020-08-10  [2020-10-30]. （原始内容存档于2021-03-21） （美国英语）.
5. 1 2  Andreeva, Nellie. . Deadline Hollywood. 2021-02-12  [2021-02-16]. （原始内容存档于2021-04-19） （美国英语）.
6. 1 2  Andreeva, Nellie. . Deadline Hollywood. 2021-03-31  [2021-05-20]. （原始内容存档于2021-05-19） （美国英语）.
7. ↑  Andreeva, Nellie. . Deadline Hollywood. 2021-12-15  [2021-12-15]. （原始内容存档于2022-10-02） （美国英语）.
8. ↑  Andreeva, Nellie. . Deadline Hollywood. 2021-03-31  [2021-05-20]. （原始内容存档于2021-05-27） （美国英语）.
9. ↑  Petski, Denise. . Deadline Hollywood. 2021-05-03  [2021-05-20]. （原始内容存档于2021-05-10） （美国英语）.
10. 1 2  Andreeva, Nellie. . Deadline Hollywood. 2021-09-09  [2021-10-04]. （原始内容存档于2021-10-07） （美国英语）.
11. 1 2  . TVLine.   [2021-05-19]. （原始内容存档于2021-05-19） （美国英语）.
12. 1 2  . The Futon Critic. 2021-01-08  [2021-01-15] （美国英语）.
13. ↑  . Variety Insight.   [2021-04-29]. （原始内容存档于2021-05-01） （美国英语）.
14. ↑  Haring, Bruce. . Deadline Hollywood. 2021-08-22  [2021-10-04]. （原始内容存档于2021-10-04） （美国英语）.
15. ↑  . The Futon Critic.   [2021-09-02]. （原始内容存档于2021-10-07） （美国英语）.
16. 1 2  Metcalf, Mitch. . ShowBuzzDaily. 2021-10-07  [2021-10-07]. （原始内容存档于2021-10-07） （美国英语）.
17. 1 2  Metcalf, Mitch. . ShowbuzzDaily. 2021-10-14  [2021-10-14]. （原始内容存档于2021-10-20） （美国英语）.
18. 1 2  Metcalf, Mitch. . ShowbuzzDaily. 2021-10-21  [2021-10-21]. （原始内容存档于2021-10-24） （美国英语）.
19. 1 2  Metcalf, Mitch. . ShowbuzzDaily. 2021-10-28  [2021-10-28]. （原始内容存档于2021-10-29） （美国英语）.
20. 1 2  Metcalf, Mitch. . Showbuzz Daily. 2021-11-04  [2021-11-04]. （原始内容存档于2021-11-08） （美国英语）.
21. 1 2  Metcalf, Mitch. . Showbuzz Daily. 2021-11-11  [2021-11-11]. （原始内容存档于2022-01-24） （美国英语）.
22. 1 2  Metcalf, Mitch. . Showbuzz Daily. 2021-11-18  [2021-11-18]. （原始内容存档于2022-03-12） （美国英语）.
23. ↑  Metcalf, Mitch. . ShowBuzzDaily. 2021-11-29  [2021-11-29]. （原始内容存档于2021-11-29） （美国英语）.
24. ↑  Metcalf, Mitch. . Showbuzz Daily. 2021-12-03  [2021-12-03]. （原始内容存档于2022-04-26） （美国英语）.
25. ↑  Metcalf, Mitch. . Showbuzz Daily. 2021-12-09  [2021-12-09]. （原始内容存档于2022-04-15） （美国英语）.
26. ↑  Andreeva, Nellie. . Deadline Hollywood. 2021-05-19  [2021-05-20]. （原始内容存档于2021-05-25） （美国英语）.
27. ↑  Mitovich, Matt Webb. . TVLine. 2021-07-12  [2021-07-12]. （原始内容存档于2021-07-12） （美国英语）.
28. ↑  . Rotten Tomatoes. Fandango Media.   [2021-10-27] （美国英语）.
29. ↑  . Metacritic. Red Ventures.   [2021-10-27] （美国英语）.
30. ↑  . TV Series Finale. 2021-10-08  [2021-10-08] （美国英语）.
31. ↑  . TV Series Finale. 2021-10-08  [2021-10-08] （美国英语）.

## 外部連結
- 官方网站
- 互联网电影数据库（IMDb）上《CSI犯罪現場：拉斯維加斯》的资料（英文）
- 《CSI犯罪現場：賭城》 -  CATCHPLAY+